# Latouchea fokienensis
Latouchea fokienensis är en gentianaväxtart som beskrevs av Adrien René Franchet. Latouchea fokienensis ingår i släktet Latouchea och familjen gentianaväxter. Inga underarter finns listade i Catalogue of Life.